# Deniz Barut
Deniz Barut (* 29. März 1983 in Denizli) ist eine türkische Schauspielerin.

## Leben und Karriere
Deniz Barut wurde am 29. März 1983 in Denizli geboren. Später zog sie mit ihrer Familie nach Izmir. Sie studierte an der Bahçeşehir Üniversitesi. 1997 nahm sie am Schönheitswettbewerb Elite Model Look teil, bei dem sie den zweiten Platz belegte. Ihr Debüt gab sie 2002 in der Fernsehserie Dadı. Von 2005 bis 2019 war Barut mit dem türkischen Regisseur Şafak Bakkalbaşıoğlu verheiratet.
Zwischen 2006 und 2007 war sie in der Serie Kaybolan Yıllar zu sehen. Anschließend trat sie 2012 in Lale Devri auf. Unter anderem spielte sie in Kara Para Aşk mit. 2018 bekam sie eine Rolle in der Serie Avlu. Unter anderem wurde Barut 2019 für den Film Sesinde Aşk Var gecastet. 2020 war sie in dem Film Baba Parası zu sehen.

## Filmografie
Filme
- 2017: Poyraz Karayel: Küresel Sermaye
- 2018: Nezih Bir Film
- 2019: Sesinde Aşk Var
- 2020: Baba Parası

Serien
- 2002: Dadı
- 2006–2007: Kaybolan Yıllar
- 2010: Elde Var Hayat
- 2012: Anneler ile Kızları
- 2012–2014: Lale Devri
- 2014–2015: Kara Para Aşk
- 2015: Son Çıkış
- 2016: Hayatımın Aşkı
- 2018–2019: Avlu
- 2020–2021: Sol Yanım
- 2021–2022: Destan
- 2022–2023: Kuruluş Osman